# 라츠 온천

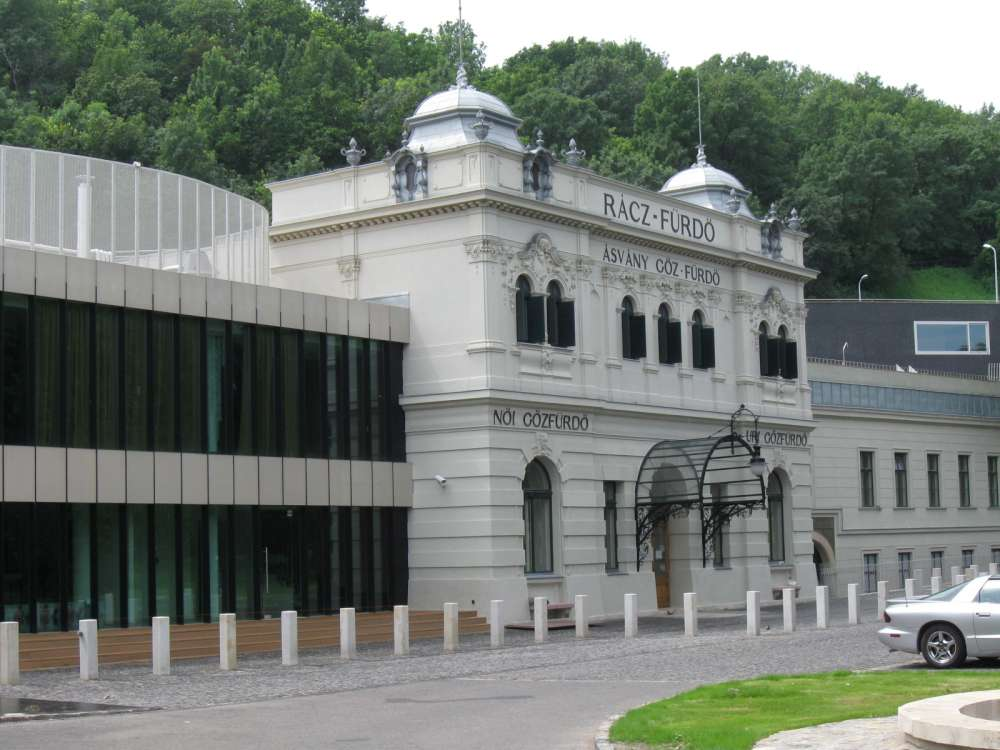
라츠 온천

라츠 온천(헝가리어: Rác gyógyfürdő)은 헝가리 부다페스트에 있는 온천이다. 면적이 8,000제곱미터에 달하는 온천으로, 16세기에 건설한 튀르키예식 목욕탕과 오스트리아-헝가리 군주제 시대에 건설한 황실 풀과 샤워 복도로 유명하다. 현재 라츠 호텔 & 온천 스파 단지의 일부다. 온천명은 다양한 역사적 타반의 이전 주민 중 한 명인 세르비아인을 지칭하는 옛 헝가리어 이름에서 유래되었다. 현재 온천은 법적 분쟁으로 인해 문을 닫았다.

## 역사
라츠 온천의 가장 오래된 부분은 1572년에 지어진 튀르키예식 돔으로, 당시에는 Küçük Ilica ("작은 온천")라고 불렸다. 페슈트시 판사가 위임하여 나중에 부더 주지사인 소콜루 무스타파 파샤가 소유했고 그의 기부 유산의 일부였다. 이 돔은 수세기 동안 매우 좋은 상태를 유지했기 때문에 정통하게 복원할 수 있었다. 창문, 덧문, 쿠르나(벽에 있는 대리석 세면대), 웅덩이, 바닥은 여전히 원래 상태로 완벽하게 개조되어 있어 16세기에 있었던 것과 똑같이 보이고 사용할 수 있다. 옆에 있는 측면 돔은 1905년에 파괴되었고 고고학자들이 발견한 유물에 따라 복원되었다.